# Christian Strzoda
Christian Strzoda (* 17. August 1974 in Köln) ist ein deutscher Schriftsteller und Notfallsanitäter.

## Leben
1994 entschied sich Strzoda für eine Ausbildung zum Rettungsassistenten, die er 1996 abschloss. 2016 erfolgte die staatliche Ergänzungsprüfung zum Notfallsanitäter. Als solcher ist Christian Strzoda bis heute tätig.
Seit 2011 hat er mehrere Bücher über seinen Alltag im Rettungsdienst geschrieben.

## Werke
- 2011: Nur ein Job – Kurzgeschichten aus dem Rettungsdienst, Books On Demand, ISBN 978-3-8423-5785-3[4]
- 2012: Sie sehen aber gar nicht gut aus!: Aus dem Leben eines Rettungsassistenten, RIVA-Verlag, ISBN 978-3-86883-253-2[5]
- 2015: Gehört dieses Bein zu Ihnen?: Neues aus dem Leben eines Rettungsassistenten, RIVA-Verlag, ISBN 978-3-86883-530-4[6]
- 2019: Tut das weh, wenn ich hier drücke?: Die besten Geschichten aus meinem Leben als Notfallsanitäter, RIVA-Verlag, ISBN 978-3-7423-1085-9[7]

## Trivia
Christian Strzoda ist ein Cousin des ehemaligen Fußball-Nationaltorwarts Ron-Robert Zieler.